# Immanuelskyrkan, Halmstad

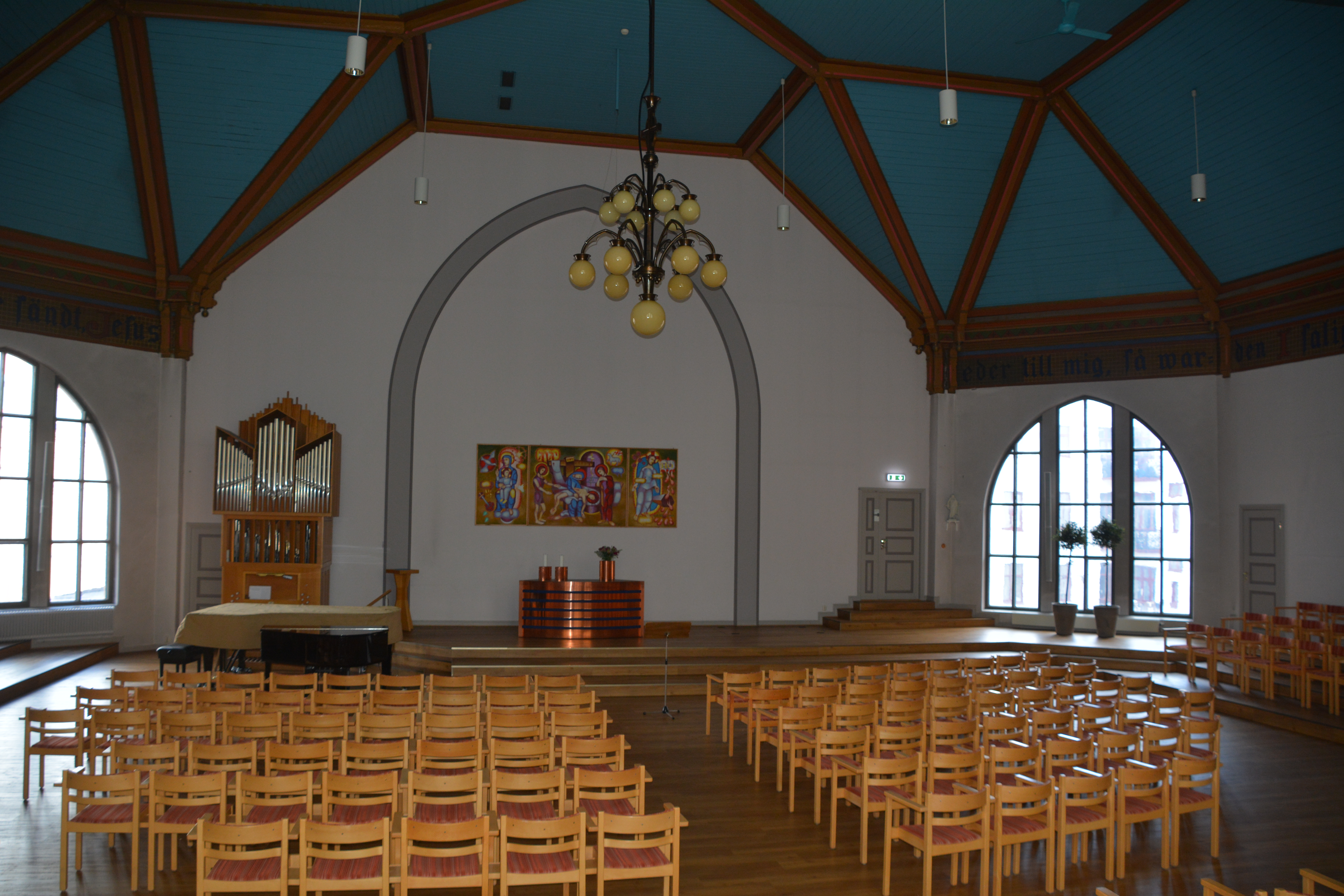
Kyrksalen

Immuanuelskyrkan är en kyrkobyggnad i Halmstad, tillhörande Equmeniakyrkan. Den ligger intill Picassoparken vid Nissans östra strand.
Kyrkan uppfördes 1899-1900 efter ritningar av arkitekten Fritz Eckert åt dåvarande Lutherska missionföreningen, sedan 1929 Halmstads missionsförsamling och ersatte då ett äldre missionshus på Källegatan uppfört 1876. Invigningen hölls den 24 maj 1900 av dåvarande missionsföreståndare Jakob Ekman och Paul Petter Waldenström predikade. 1905 fick kyrkan ny belysning då båglamporna ersattes med glödlampor. I mitten av 1980-talet byggdes kyrkan om invändigt och kyrkorummet delades upp i två plan. Det övre hyser gudstjänstlokalen och i det undre finns bland annat ett café.

## Bildgalleri

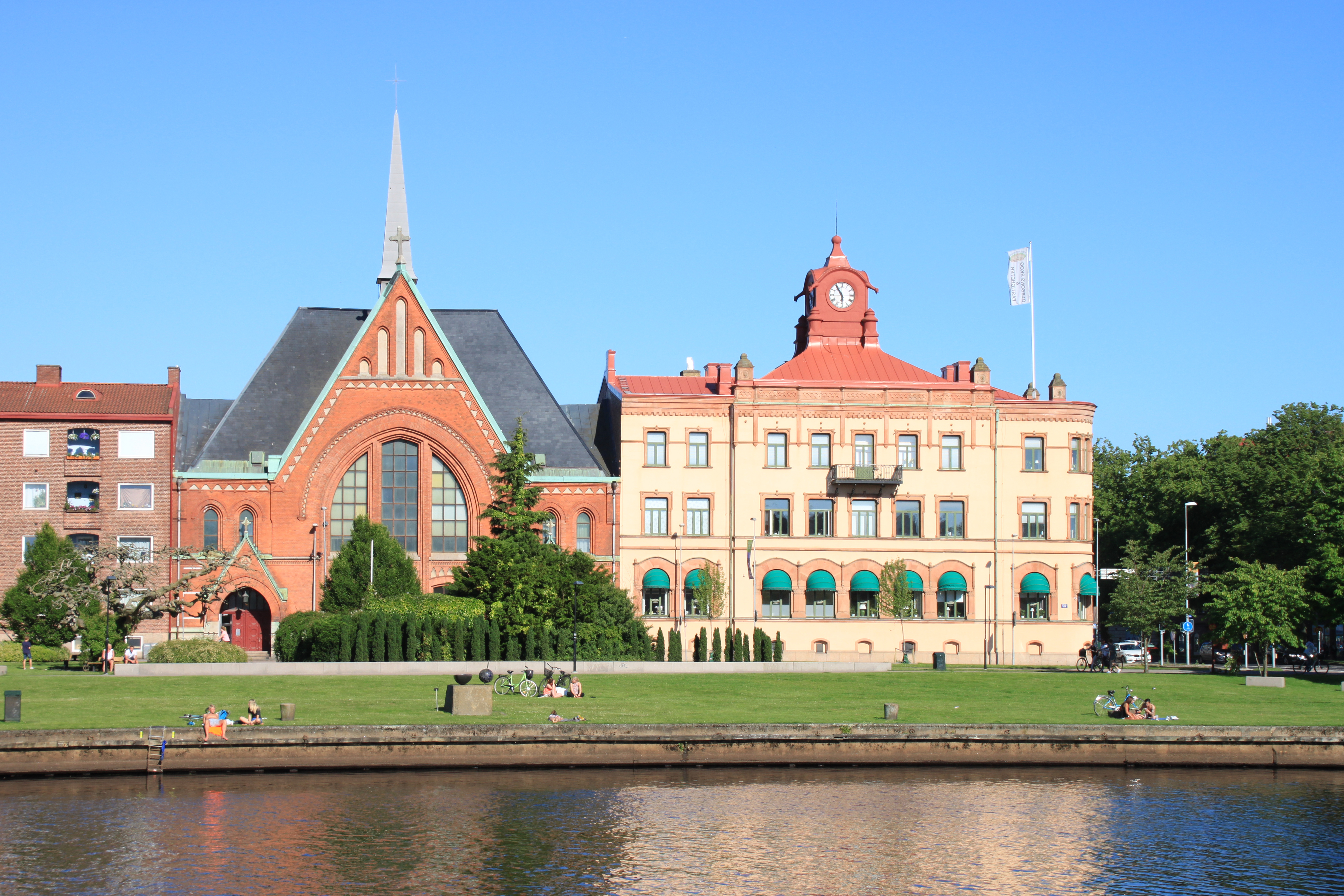
Immanuelskyrkan och Riksbankshuset